# Jo Niemeyer
Jo Niemeyer (né en 1946 à Alf (Rhénanie-Palatinat)) est un artiste allemand du mouvement de l’art concret. 
L’œuvre de Niemeyer se développe essentiellement autour d’observation de la nature à travers l’utilisation de la mathématique et, particulièrement, du nombre d’or. Ayant expérimenté divers médium tels que la photographie et la vidéo, il travaille principalement aujourd’hui la peinture. Il a  aussi réalisé des objets sculpturaux et autres projets de grande échelle tel que 20 steps around the world (20 pas autour du monde).

## Biographie
Jo Niemeyer est né en 1946 en Allemagne dans le village d'Alf (Rhénanie-Palatinat), situé sur le bord de la Meuse. Issu d’une famille d’artistes depuis déjà quelques générations, il a naturellement baigné dans un environnement qui le prédestinait à être artiste. En effet, sa mère était designer de tissu et son père était peintre ayant, relativement tôt dans sa carrière, expérimenté l’art abstrait et concret. Malheureusement, l’œuvre de son père fut considéré comme « art dégénéré » et, par conséquent, détruit et perdu.
Après trois ans d’études de la photographie et de l’art graphique, il exécute en 1966 sa première peinture composée de formes géométriques. Il a effectué de nombreux voyages aux États-Unis, Canada et en Scandinavie, où il a particulièrement été séduit par la nature. En 1967, il intègre pour un an l’institut finlandais Atheneum dans la section du design industriel. Finalement, en 1970, il décide de laisser tomber son métier de photographe professionnel pour devenir artiste indépendant.
En Finlande, il rencontre les artistes Lars-Gunnar Nordstrom et Matti Kujasalo, ancien directeur de l’Académie des Beaux-Arts d’Helsinki. Dans les années 1980, Kujasalo a demandé à Niemeyer de donner des cours sur les techniques d’impression dans le département des arts graphiques. Durant cette période, il a développé ses connaissances pour l’architecture finlandaise et s’est fait de nouveaux contacts. Il a également rencontré sa femme Tuula Partanen à Helsinki à la fin des années 1960. Cette dernière a fondé en 1972 les éditions Partanen, spécialisées dans la sérigraphie et la publication de portfolios d’art et de travaux graphiques de différents artistes tels que Timo Aalto, Matti Koskela, Matti Kujasla, Ilya Bolotowsky et Niemeyer lui-même. 
En 1989, Niemeyer élabore le projet d’art paysager ou land art 20 steps around the world, inauguré en 1997 dans la ville de Ropinsalmi en Finlande. Il explique qu’il a replacé la traditionnelle toile de l’artiste par la Terre elle-même, qui fait partie intégrante de son processus créatif. Ce projet consiste à définir arbitrairement une route autour de la Terre. Cette route est divisée de manière systématique et exacte en 20 segments définis par une dynamique et une progression logarithmique selon le Nombre d’Or. Les 20 pas sont matérialisés par l’installation de 20 éléments en acier trempé placés autour du globe de manière précise. La localisation de ces points exacts s’est effectuée grâce à l’utilisation d’ordinateur et de satellite de navigation.
Jo Niemeyer a participé à de nombreuses expositions notamment en Scandinavie, États-Unis, Italie, Suisse, Israël, Grande-Bretagne, Japon et Argentine. Aujourd’hui, il vit et travaille entre l’Allemagne, la France et la Finlande.

## Œuvre
De la photographie à la peinture
C’est en accompagnant sa mère à l’école publique des arts et d’artisanat de Sarrebruck que Niemeyer a rencontré le photographe Otto Steinert, le directeur de l’école à l’époque. Niemeyer a été émerveillé par le processus de développement d’une photo et a choisi d’en faire son métier. La photographie lui a permis de se rendre compte qu’il y a « plusieurs façons de voir les choses » et elle est sa première expression créative. Il a expérimenté ce média et c’est surtout spécialisé dans la photographie d’architecture.
Niemeyer était intéressé par la variabilité des structures dans la photographie et pour aller plus loin dans cette expérimentation, il choisit de s’intéresser à d’autre medium tel que la peinture. En effet, la peinture lui permet d’accéder à une création de composition totalement libre.
De la science (L’étude de la nature) à l’art concret
L’élément essentiel de l’œuvre de Niemeyer est la Nature. Depuis son enfance, Jo Niemeyer a une passion pour le ski et a passé de nombreuses heures dans les montagnes. Les images de neige, de nuages et des effets de lumières vues et explorées lors de promenades dans les paysages montagneux lui ont donné l’envie d’étudier l’espace, la structure, le mouvement et le temps.
Dans son travail artistique, il connecte l’art et la nature, entre l’action artistique et le travail expérimental. Il approche la nature d’une manière scientifique en étudiant et expérimentant  la perception de l’espace, le temps, les distances et proportions. Il réalise ainsi la synthèse entre l’art et la nature ce qui découle, d’après lui, finalement à un dialogue entre l’homme et la nature. 
Niemeyer effectue un travail de composition géométrique minimal utilisant la proportio divina. Ses œuvres ne sont pas seulement la simple utilisation de calculs mais un véritable travail créatif pour arriver à une composition la plus harmonieuse possible. Si dans ces premières toiles Niemeyer a utilisé différentes couleurs, il abandonne au fur et à mesure le vert qu’il considère comme partie intégrante de la Nature pour employer principalement le rouge, bleu, jaune avec le noir et le blanc. 
Carrière et expositions
Jo Niemeyer a gagné de nombreux prix internationaux et commissions pour ses graphic design, projets d’architecture, industriel et ses photos de design.  Il a été professeur des techniques d’art graphique et  à l’Académie des Beaux-Art d’Helsinki. Il également donné cours sur la méthode du nombre d'or, utilisée pour son projet 20 steps, au département de Mathématique de Pädagogische Hochschule à Freiburg.
Il est cité dans plusieurs publications et films, et ses travaux se retrouvent dans plusieurs collections publiques et privées.

## Expositions importantes
- 2009 Jo Niemeyer im Arithmeum Bonn[1]
- 2008 Pure Abstract Art, Mondriaanhuis, Amersfoort/Niederlande.
- 2008 Hommage à Vordemberge-Gildewart, Kunsthalle Osnabrück.
- 2005 Experiment konkret 2005, Museum für konkrete Kunst Ingolstadt.
- 2004 konkrete Kunst aus Baden-Württemberg, Warschau.

## Musées(sélection)
- Museum of Modern Art (MoMA), New York
- Pinakothek der Moderne, Munich
- Université de Tel Aviv, Tel Aviv
- Museum Pécs[Lequel ?] (Hongrie)
- Forum konkrete Kunst (Erfurt)
- Bauhaus-Archiv (Berlin)
- Museum für konkrete Kunst (de) (Ingolstadt)
- Stiftung für konkrete Kunst (Reutlingen)
- Museum Ushiroyama (Higashiawakura (en), Japon)
- Finnish National Gallery (Helsinki)
- Mondriaanhuis (nl) (Amersfoort, Pays-Bas)
- Nickle Arts Museum - University of Calgary
- Institut für konkrete Kunst (Rehau)